# Référendum italien d'avril 2016
Pour les articles homonymes, voir Référendum italien de 2016.
Un référendum abrogatif d'origine régionale a lieu le 17 avril 2016 en Italie. La population est amenée à se prononcer sur l’abrogation de la loi autorisant les forages d'exploration en mer, suivant la proposition de la moitié des régions du pays.
Malgré un total de votes favorables de plus de 85 % des votants, la participation n'atteint pas le quorum exigé de 50 % des inscrits, et le référendum n'est pas validé.

## Mise en œuvre
Le scrutin est l'aboutissement d'une demande de référendum initiée par un total de dix régions italiennes, soit les régions de Pouilles, Sardaigne, Molise, Basilicate, Marches, Abruzzes, Calabre, Vénétie, Campanie et Ligurie.
En accord avec l'article 75 de la Constitution, un minimum de cinq régions italiennes peuvent en effet déclencher l'organisation de référendums abrogatifs sur des lois existantes. Les dix régions s'opposent à une nouvelle loi du gouvernement élargissant grandement les zones maritimes pouvant faire l'objet de forages d'exploration pétrolière, jusque là restreintes à des zones prédéfinies en dehors de la mer Tyrrhénienne, au large des 12 miles marins des eaux territoriales, et en dehors des Aires marines protégées.
Un total de six demandes sont déposées le 30 septembre 2015, et validées par la Cour de cassation le 27 novembre suivant. Le gouvernement ayant fait voter le 28 décembre une nouvelle loi modifiant notamment les dispositions relatives au forage exploratoire, la Cour en déclare cinq invalides, et renvoie la dernière à la Cour constitutionnelle, qui la valide le 19 janvier après en avoir reformulé la question sur la base de la nouvelle loi.
Le gouvernement, opposé au référendum, refuse de l'organiser en même temps que les élections municipales du 5 juin 2016, en justifiant sa décision par des « problèmes d'organisation ». La demande du Mouvement 5 étoiles de repousser la tenue du scrutin à juin en même temps que plusieurs élections régionales afin d'obtenir une plus grande participation et de réduire les couts d'organisation, reste lettre morte. Le décret de convocation du scrutin pour le 17 avril suivant est signé par le président Sergio Mattarella le 15 février, et publié au journal officiel. Les bureaux de vote sont ouverts de 7h à 23h.

## Conditions de validité
Les référendums abrogatifs d'origine régionale sont légalement contraignant. Ils doivent cependant pour être valides réunir la majorité absolue des suffrages exprimés en faveur de l'abrogation, et franchir le quorum de participation de 50 % des inscrits.

## Résultats
| Choix                     | Votes      | %     |  |
| ------------------------- | ---------- | ----- |  |
| Pour                      | 13 334 607 | 85,85 |  |
| Contre                    | 2 198 715  | 14,15 |  |
|                           |            |       |  |
| Votes valides             | 15 533 322 | 98,27 |  |
| Votes blancs et invalides | 273 166    | 1,73  |  |
| Total                     | 15 806 488 | 100   |  |
| Abstention                | 34 875 284 | 68,81 |  |
| Inscrits/Participation    | 50 681 772 | 31,19 |  |
| Quorum                    | 50 %       | 50 %  |  |

Répartition des votants :
| Votes Pour (85,85 %) |  |  | Votes Contre (15,15 %) |
| ▲                    |  |  |                        |
| Majorité absolue     |  |  |                        |

Répartition des inscrits :
| Taux de participation (31,19 %) |  |  | Taux d'abstention (68,81 %) |
| ▲                               |  |  |                             |
| Quorum                          |  |  |                             |